# Nisís Vriokastráki
Nisís Vriokastráki är en ö i Grekland.   Den ligger i regionen Sydegeiska öarna, i den sydöstra delen av landet, 90 km sydost om huvudstaden Aten.